# Haplochaeta mandibularis
Haplochaeta mandibularis är en stekelart som beskrevs av John S. Noyes och Valentine 1989. Haplochaeta mandibularis ingår i släktet Haplochaeta och familjen dvärgsteklar. Inga underarter finns listade i Catalogue of Life.